# Montalcino
Montalcino est une commune italienne située au cœur du Val d'Orcia, dans la province de Sienne, dans le sud de la Toscane. Elle est réputée pour sa production viticole et notamment son Brunello, un Sangiovese AOC fréquemment distingué par l’œnologie internationale. En 2010, elle comptait environ 5 200 habitants.

## Géographie physique

### Territoire
Le paysage s'étend sur un système collinaire ; le village s'élève à une altitude de 564 m, mais en certains points, il dépasse les 600 m, comme sur la colline d'Osticcio, au passo del Lume Spento et sur la colline de Civitella, au sommet de laquelle est située une forteresse étrusque. 

### Climat
- Diffusivité atmosphérique : moyenne, Ibimet CNR 2002

## Histoire
Montalcino se trouve au nord-ouest du mont Amiata, aux confins du Val d'Orcia, à la limite septentrionale de la province de Grosseto. 
Le village, probablement déjà habité à l'époque étrusque, tirerait son nom de Mons Ilcinus (de mons, la montagne, et ilex, le chêne vert, c'est-à-dire « la montagne des chênes verts »). Cet arbre recouvrait complètement la colline avant que l’homme ne plante des vignes, des oliviers, des châtaigniers et des arbres fruitiers. Il est également l’emblème de l’étendard de la ville. Il pourrait s'agir également d'une référence à la déesse Lucine, ou encore au terme latin lucus, qui signifie « bois sacré » ou, plus généralement, « petit bois ». Avec le temps, le nom se serait transformé en Mons Elcinus et enfin, Montalcino.
Montalcino est mentionné pour la première fois dans un document de 814, dans lequel Louis le Pieux, un des fils de Charlemagne, cède le territoire sub monte Lucini en fief à Apollinaire, abbé de Sant’Antimo. Au Xe siècle, probablement à la suite des invasions barbares provenant du Nord, une vague migratoire de peuples voisins, notamment les habitants de Roselle, envahit la partie la plus haute de la colline de Montalcino pour s’y installer. La localité va s'étendre petit à petit pour atteindre sa taille actuelle au XIVe siècle.

La position du village, au sommet d'une colline, permet de surveiller aisément les vallées de l'Ombrone et de l'Asso.

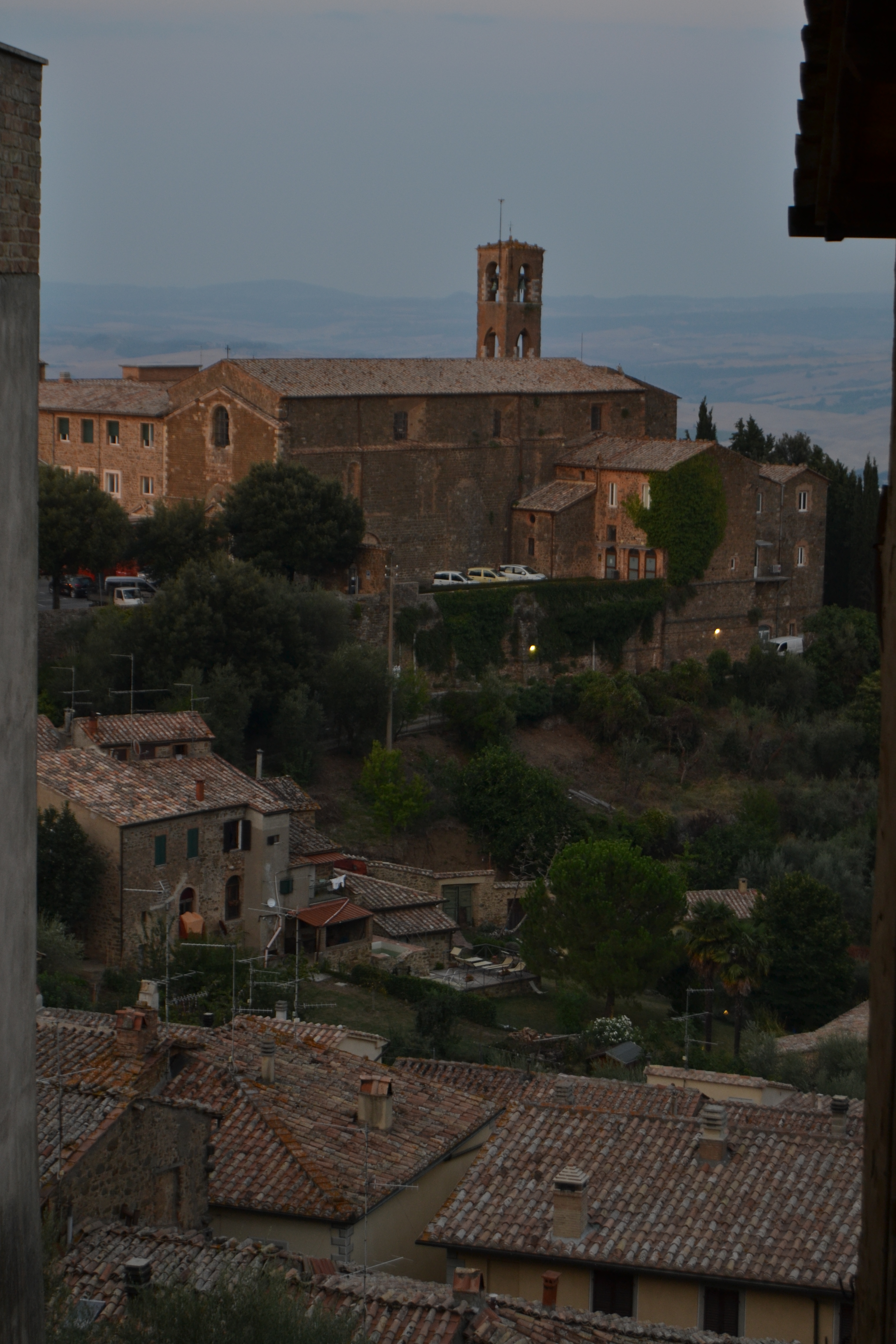
Une vue de Montalcino.

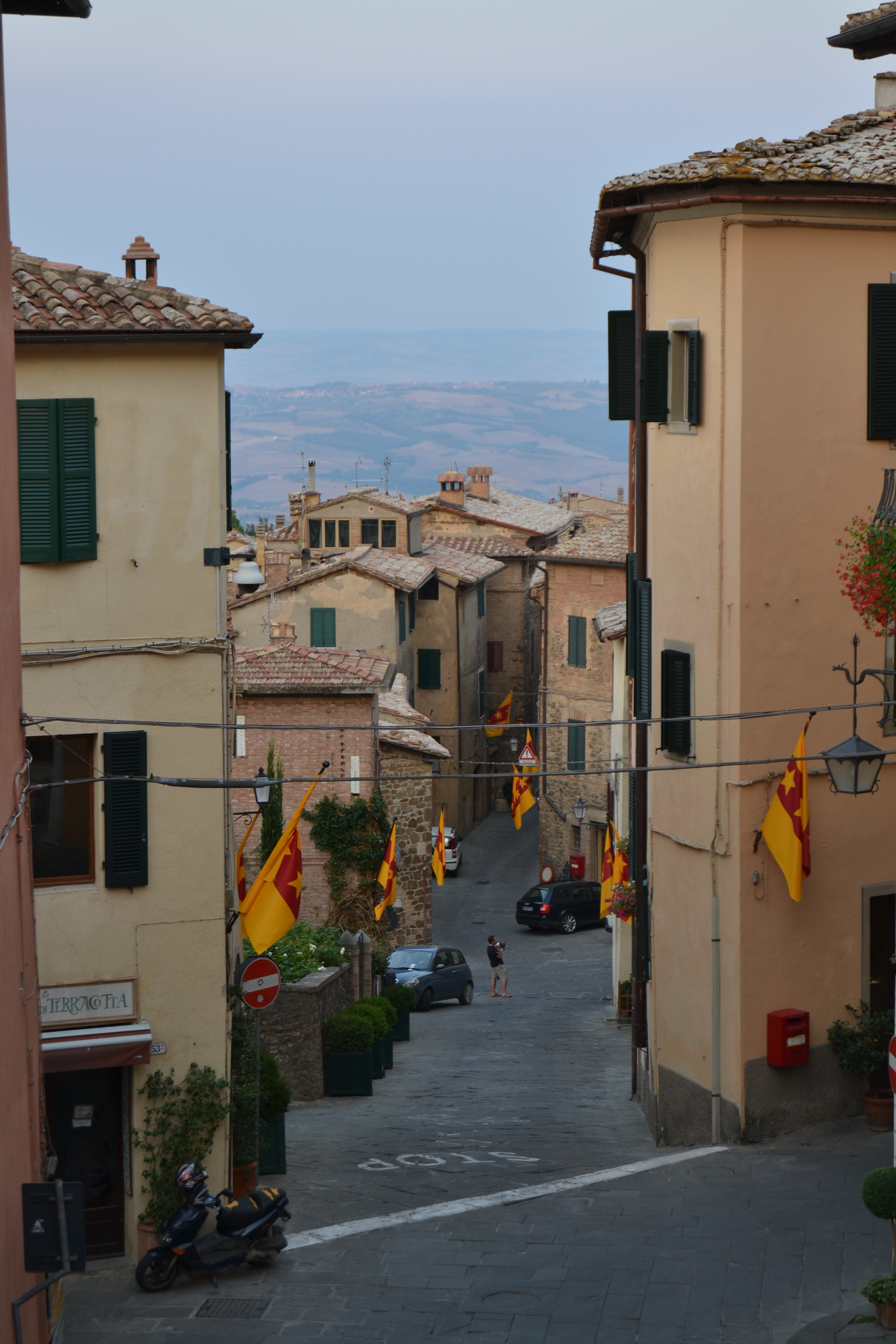
Une rue de Montalcino.

Au Moyen Âge, la principale activité économique est la tannerie et Montalcino dispose de nombreux ateliers pour le travail des peaux, célèbres pour la qualité de leurs produits. Par la suite, à l'instar de nombreuses autres communes de la province de Sienne, le village connaîtra une grave crise économique et démographique.
Comme de nombreux autres bourgs médiévaux, Montalcino connaît de longues périodes de paix, qui, bien qu'entrecoupées d'épisodes extrêmement violents, apportent aux habitants une certaine prospérité et un certain bien-être. 
A la fin du XIVe siècle, le village est encore une commune indépendante jouissant d'une certaine importance grâce à sa position le long de la Via Francigena, la route principale reliant la France à Rome, mais avec le temps, il finit par entrer dans l'orbite de la république de Sienne. 
Il n'est encore qu'un satellite de Sienne lors de la bataille de Montaperti en 1260 mais sa puissante voisine l'entraîne dans ses conflits, notamment ceux qui l'opposent à Florence aux XIVe et XVe siècles. Le village est également concerné par les luttes intestines entre les guelfes et les gibelins, de la même façon que de nombreuses villes d'Europe centrale et d'Italie du Nord. Il sera alternativement contrôlé par des factions des deux camps pendant toute la fin du Moyen Âge. 
À la chute de Sienne, en 1555, les nobles siennois s'y réfugient pendant quatre ans pour préparer ce qu'ils espèrent être la reconquête de leur ville. Mais le village finira également par être intégré au grand-duché de Toscane, jusqu'à l'unification italienne en 1861.
La situation change radicalement dans la seconde moitié du XXe siècle : Montalcino a la chance de se trouver au centre de l'une des plus importantes régions viticoles du pays. Le territoire est effectivement réputé pour ses vignobles de Sangiovese, dont on obtient le célèbre Brunello di Montalcino et qui donnent par ailleurs deux autres crus AOC, le Rosso di Montalcino et le Sant'Antimo.
Le 1er janvier 2017, la commune de Montalcino a intégré celle de San Giovanni d'Asso. Avec cette fusion, le village devient la 35e plus grande commune d'Italie, la 5e de Toscane et la 1re de la province de Sienne.

## Monuments et sites dignes d'intérêt

### Architecture religieuse
- Le Duomo, cocathédrale du très Saint-Sauveur, reconstruite de 1818 à 1832 par l'architecte Agostino Fantastici sur les vestiges d'un ancien temple. En 1462, le pape Pie II lui donna le titre de cathédrale.
- L'église de la Madonna del Soccorso
- Le palais épiscopal qui réunit les trois musées : le diocésain, le municipal et l'archéologique, avec les œuvres de primitifs italiens et de Bartolo di Fredi, Le Sodoma et Bartolomeo Neroni
- L'église de Sant'Agostino
- Près de sa frazione Castelnuovo dell'Abate, l'Abbaye de Sant'Antimo romane à influence cistercienne

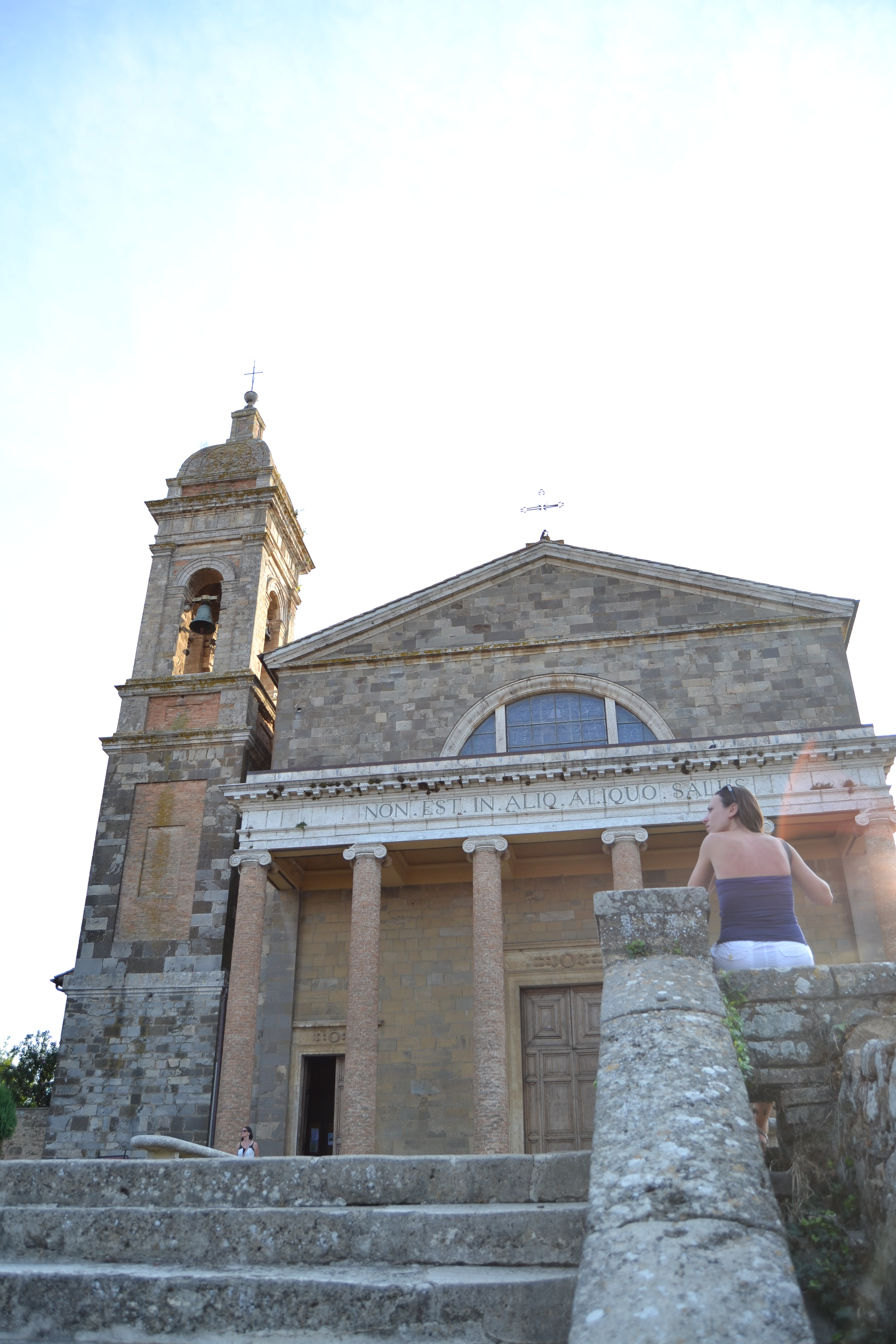
Duomo.
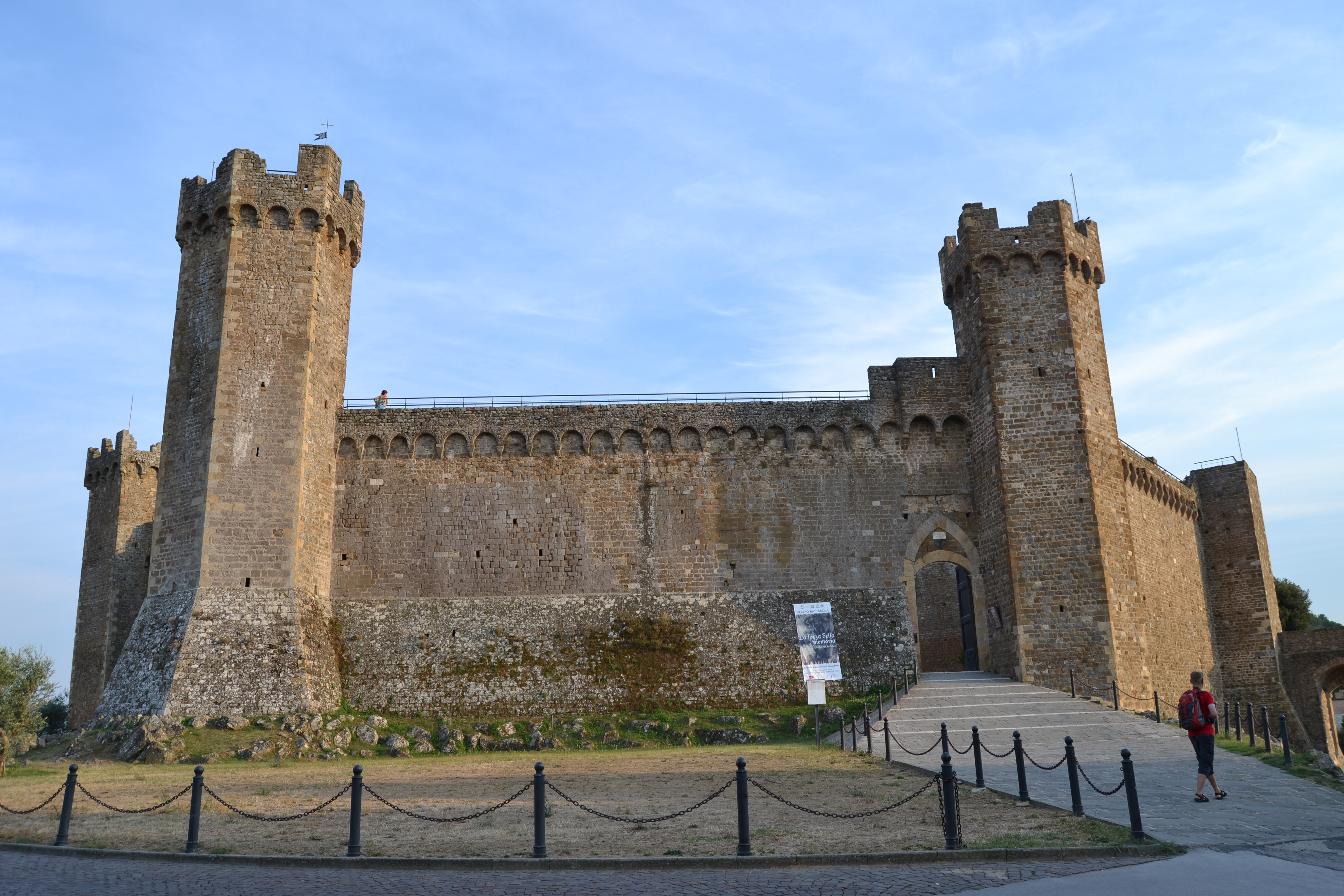
Forteresse du XIVe siècle.
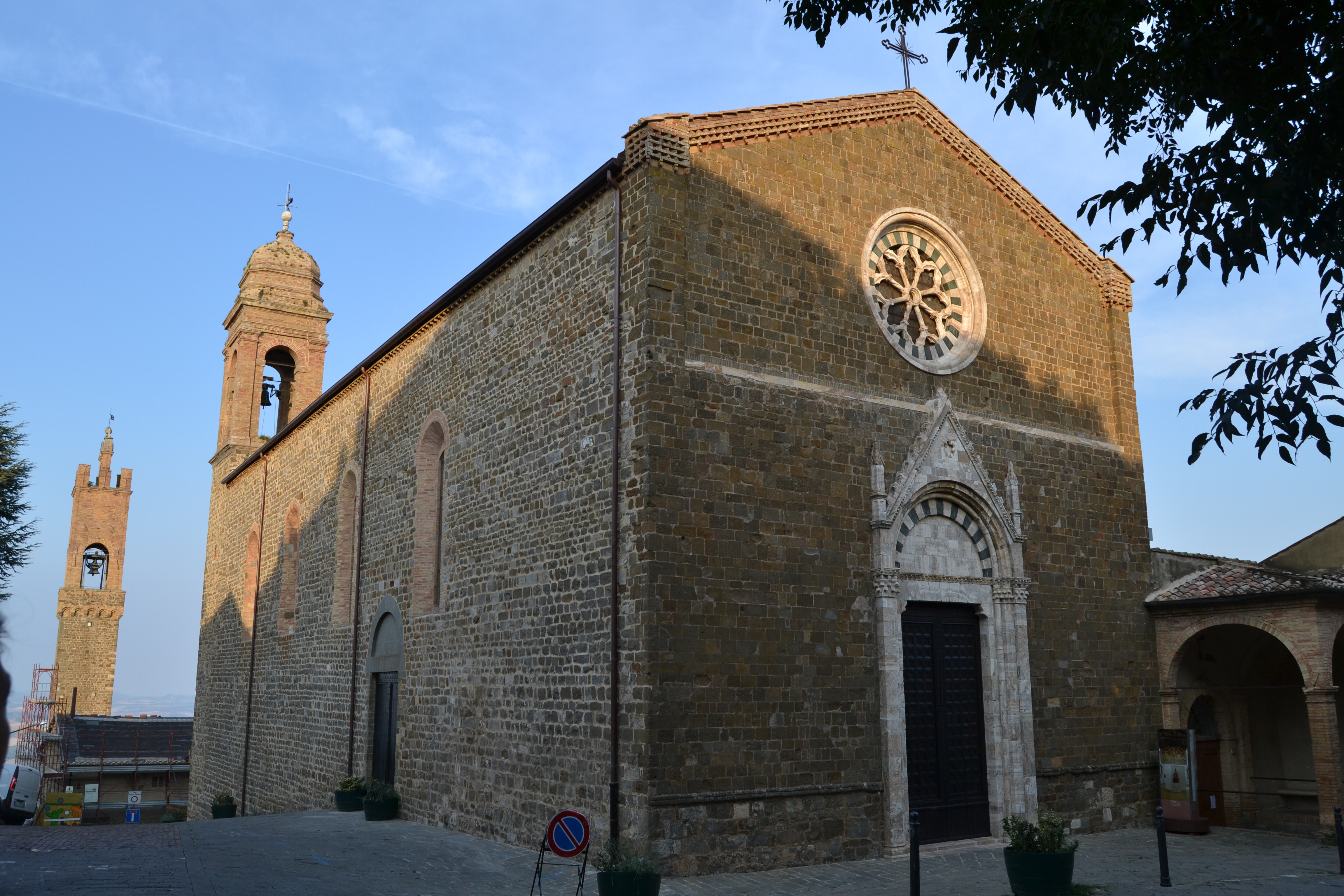
Église Sant'Agostino.

### Architecture civile
La place principale de Montalcino est la Piazza del Popolo. L'édifice principal est le palais communal, également appelé Palazzo dei Priori (fin XIIIe siècle, début XIVe siècle). Orné des blasons héraldiques des nombreux podestats ayant gouverné la ville au cours des siècles, il inclut une haute tour médiévale. Non loin se trouve une structure Renaissance comportant six arches appelée La Loggia, commencée à la fin du XIVe siècle et terminée au cours des premières années du XVe siècle, mais qui subira de nombreuses transformations au cours des siècles successifs.
On citera également le Teatro degli Astrusi et l'ex-Spedale di Santa Maria della Croce.

### Architecture militaire
Les murailles qui entourent Montalcino datent du XIIIe siècle. La forteresse, construite sur le point le plus élevé du village en 1361 par les architectes siennois Mino Foresi et Domenico di Feo, présente une structure pentagonale. Elle incorpore certaines des structures précédentes, parmi lesquelles le mastio di Santo Martini, la tour de San Giovanni et une basilique antique, qui sert aujourd'hui de chapelle du château, le Castello Romitorio, dont les fondations remontent à l'époque romaine et la structure actuelle au début du XVIe siècle (les plans sont de Giuliano da Sangallo).

### Sites archéologiques
Poggio alle Mura
En 2007, les restes fossiles d'une baleine ont été découverts à Poggio alle Mura. Vieille de plus de quatre millions d'années, elle date du Pliocène lorsque les eaux chaudes de la mer Tyrrhénienne recouvraient la zone aujourd'hui occupée par les vignobles.
Pieve a Pava
Les restes les plus anciens trouvés sur le site de Pieve a Pava remontent à l'ère paléochrétienne : l'église qui s'y élevait mesurait 32 m de long et 10 m de large, présentant des absides antagonistes qui font de ce bâtiment une rareté en Italie et la rapprochent d'édifices découverts dans la péninsule ibérique et en Afrique du Nord. La structure et la décoration intérieures réutilisent des matériaux plus anciens comme la couverture romaine en terre cuite. 

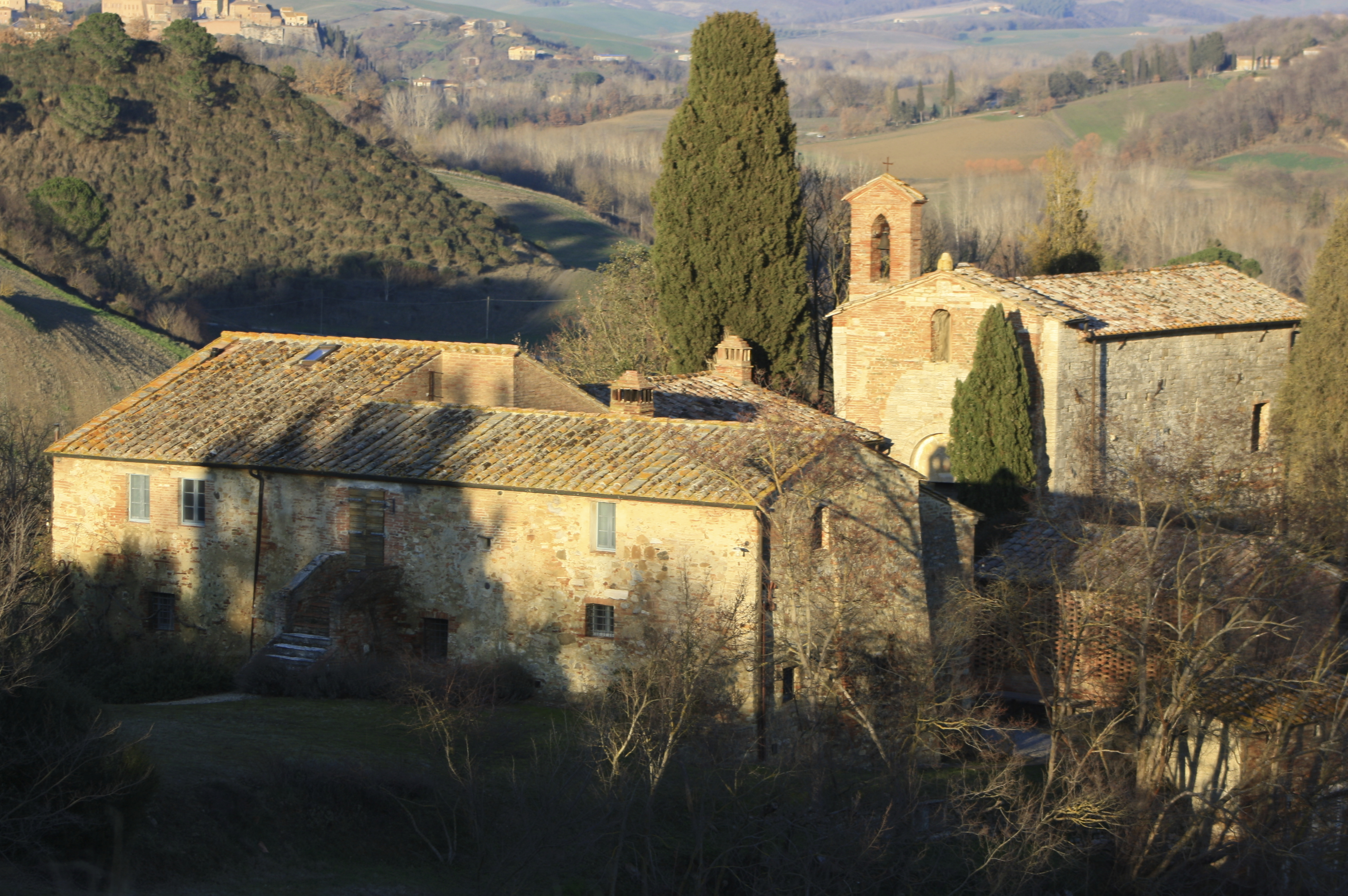
Pieve a Pava.

## Économie

### Viticulture
- Brunello di Montalcino, Appellation d'Origine Contrôlée et Garantie
- Rosso di Montalcino, Appellation d'Origine Contrôlée

## Culture

### Musées
Le couvent qui flanque l'église Saint-Augustin est aujourd'hui le siège des Musées réunis, à la fois musée civil et musée diocésain. Il renferme un crucifix de bois d'un artiste inconnu de l'école siennoise, deux magnifiques sculptures en bois du XVe siècle et des sculptures en terre cuite, qui semblent être de l'école des Della Robbia. La collection comprend également un Saint Pierre et Saint Paul d'Ambrogio Lorenzetti et une Vierge à l'Enfant de Simone Martini.

### Fêtes, foires
- Benvenuto Brunello (février), kermesse de dégustation des vins de la région
- La Sagra del Tordo, compétition de tir à l'arc opposant les différents quartiers, accompagnée de cortèges historiques et de danses folkloriques

## Sports
Le village fut franchi deux fois dont une à l'arrivée lors de la onzième étape du Giro 2021. Le passo del Lume Spento (600 m) qui précédait l'arrivée fut classé en 3e catégorie et la dernière partie de l'étape était sablonneuse. Mauro Schmid remportait cette étape tandis qu'Egan Bernal distançait Remco Evenepoel au classement général. Le passo del Lume Spento fut encore grimpé sur la 3e étape de Tirreno-Adriatico 2025.

## Personnalités
- Bernardo Ilicini : poète italien de la Renaissance.

## Administration
| Période                                  | Période  | Identité       | Étiquette | Qualité |
| ---------------------------------------- | -------- | -------------- | --------- | ------- |
| 27 mai 2007                              | En cours | Maurizio Buffi | L'Unione  |         |
| Les données manquantes sont à compléter. |          |                |           |         |

### Hameaux
Camigliano, Castelnuovo dell'Abate, Montisi, San Giovanni d'Asso, Sant'Angelo in Colle, Sant'Angelo Scalo, Torrenieri, Tavernelle

### Communes limitrophes
Buonconvento, Castel del Piano, Castiglione d'Orcia, Cinigiano, Civitella Paganico, Murlo, San Giovanni d'Asso, San Quirico d'Orcia